# Валиесарское перемирие
Валиесарское перемирие — договор между Россией и Швецией, окончивший активные боевые действия в русско-шведской войне 1656—1658 годов.
Было заключено в имении Валиесар к югу от Нарвы 20 (30) декабря 1658 года. За Россией оставалось право сохранить на три года контроль над завоёванными территориями в Прибалтике, в пределах которых находились такие поселения, как Куконос, Юрьев, Олыста, Сыренск, Борисоглебск, Режица и другие. С русской стороны делегацию по переговорам возглавлял князь Иван Семёнович Прозоровский.
По истечении срока военное положение России в войне с Речью Посполитой существенно ухудшилось, и царь Алексей Михайлович не мог допустить нового конфликта со Швецией. Россия была вынуждена подписать в 1661 году Кардисский мир, который обязывал её вернуть Швеции все ливонские и ингерманландские завоевания, подтвердив условия Столбовского договора. Кардисский мир оставался в силе вплоть до начала Великой Северной войны в 1700 году.